# Dyttebøl
Dyttebøl (dansk) eller Düttebüll (tysk) er et gods beliggende mellem landsbyerne Pommerby og Kronsgaard på halvøen Gelting Birk i det østlige Angel i Sydslesvig. Administrativt hører godset under Kronsgaard kommune i Slesvig-Flensborg kreds i den nordtyske delstat Slesvig-Holsten. I kirkelig henseende hører stedet under Gelting Sogn. Sognet lå i Kappel Herred (oprindelig Ny Herred, Flensborg Amt, Sønderjylland), da området tilhørte Danmark. 
I middelalderen hørte Gelting-området som krongods under den danske krone. I 1409 kom landsbyen Dyttebøl til Slesvig domkapitel. Lidt senere blev den afstået til Runtoft gods (Rundtoft gods). I 1460 nævnes landsbyen Dyttebøl med 8 gårde og en mølle. I 1593 blev Dyttebøl et selvstændigt gods, efter at ejeren havde nedlagt landsbyen og oprettet en hovedgård. Godset kom 1713 under det østangelske godsdistrikt. I 1783 blev bøndernes livegenskab ophævet. I 1840 var der godt 770 undergivne og ansatte på godset. Til godset hørte besiddelser i Gelting Sogn (i selve Dyttebøl, Nybby og Pommerby), Eskeris Sogn (Nisvrå og Rørmose) og Stenbjeg Sogn (Stenbjerg). I 1615 udskiltes Udmark, som blev et selvstændig gods. I stedet kom Kronsgaard under Dyttebøl. I en periode havde godset fælles ejer med Bukhavn gods. I 1853 kom godset under det nyoprettede Kappel Herred. Tæt på godset ligger bebyggelser/lokaliteter Børsby, Brede, Galtmose (Golsmaas), Møllebro og Puthul.
Stednavnet er første gang dokumenteret 1438. Navnet betegnede oprindelig landsbyen af samme navn, som lå nordvest for hovedgården. Forleddet er afledt af personnavnet *Dytti, en svagtbøjet sideform til tilnavn Dyttr, samme form som i Dybbøl. 
Den sydslesvigske maler og illustrator Margareta Erichsen arbejdede 1937/1938 som kok på godset.